# Luciano Frati

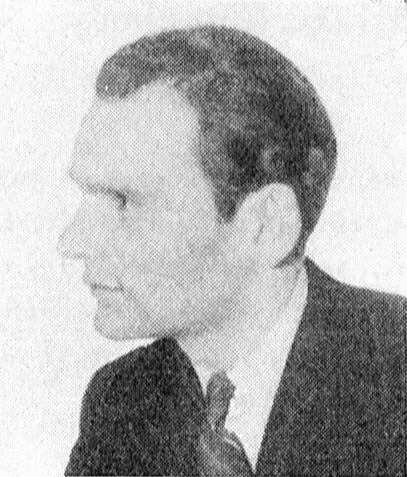
Luciano Frati.

Luciano Frati, född 1 april 1915 i Italien, död 7 mars 1993 i Nyhamnsläge, Brunnby församling i dåvarande Malmöhus län, var en italiensk-svensk restaurangägare och källarmästare verksam i Stockholm.

## Biografi
Frati föddes i Italien och var son till italienske kapellmästaren Ottorino Frati och svenska skådespelaren Ebba Gard. Efter realexamen studerade han vid Kungliga Musikkonservatoriet och restaurangfackskola i Luzern. Han blev hovmästare vid Savoy Hotell i London 1936 och arbetade vid restaurangerna Bellmansro i Stockholm åren 1937–1940 och Larue Paris 1939. Han blev restaurangchef vid restaurang Gillet i Stockholm 1941 där han var verksam till 1945. Han var sedan intendent vid SAS.
Luciano Frati drev restaurangerna Frati (Regeringsgatan 16) från 1947, Fratis Tre Remmare (Regeringsgatan 47) från 1956 och Fratis Källare (nuvarande Stortorgskällaren) från 1959. På sin restaurang Tre Remmare introducerade Frati pizzan redan på 1950-talet, maträtten kom dock att slå igenom först på 1960-talet, lanserad av krögaren Bengt Wedholm. Restaurangen på Regeringsgatan 16 blev till Fratis Tre Remmare efter att lokalen vid Regeringsgatan 47 revs 1962.
Vidare hade han olika förtroendeuppdrag. Han var styrelseledamot i Svensk-italienska föreningen, Stockholms hotell- o restaurangförening, Meurlingska stiftelsen och Svensk-italienska handelskammaren.
Han var 1955–1965 gift med Ingegärd Rundquist (1917–1998) och från 1965 till sin död med skådespelaren Maj-Britt Håkansson som öppnade restaurangen Konditori Scandinavia (1959–1983) i Beverly Hills. Luciano Frati fann sin sista vila på Norra begravningsplatsen där han gravsattes i minneslunden den 3 juni 1993.

## Fratis restauranger i Stockholm

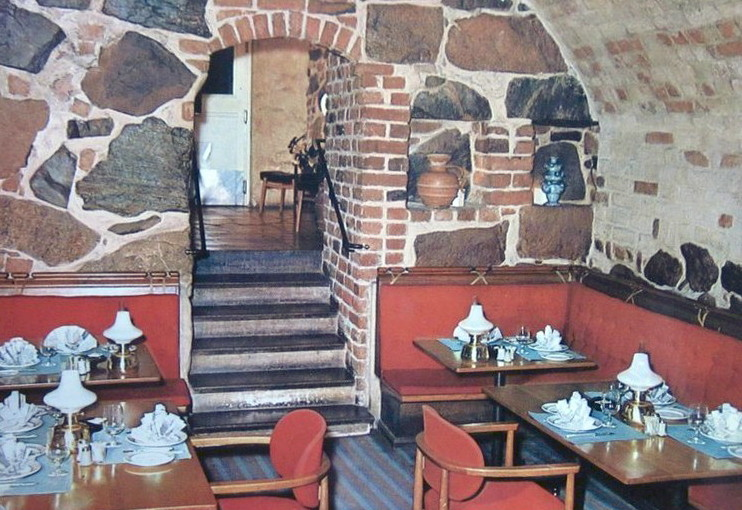
"Fratis Källare" på Stortorget (1959).
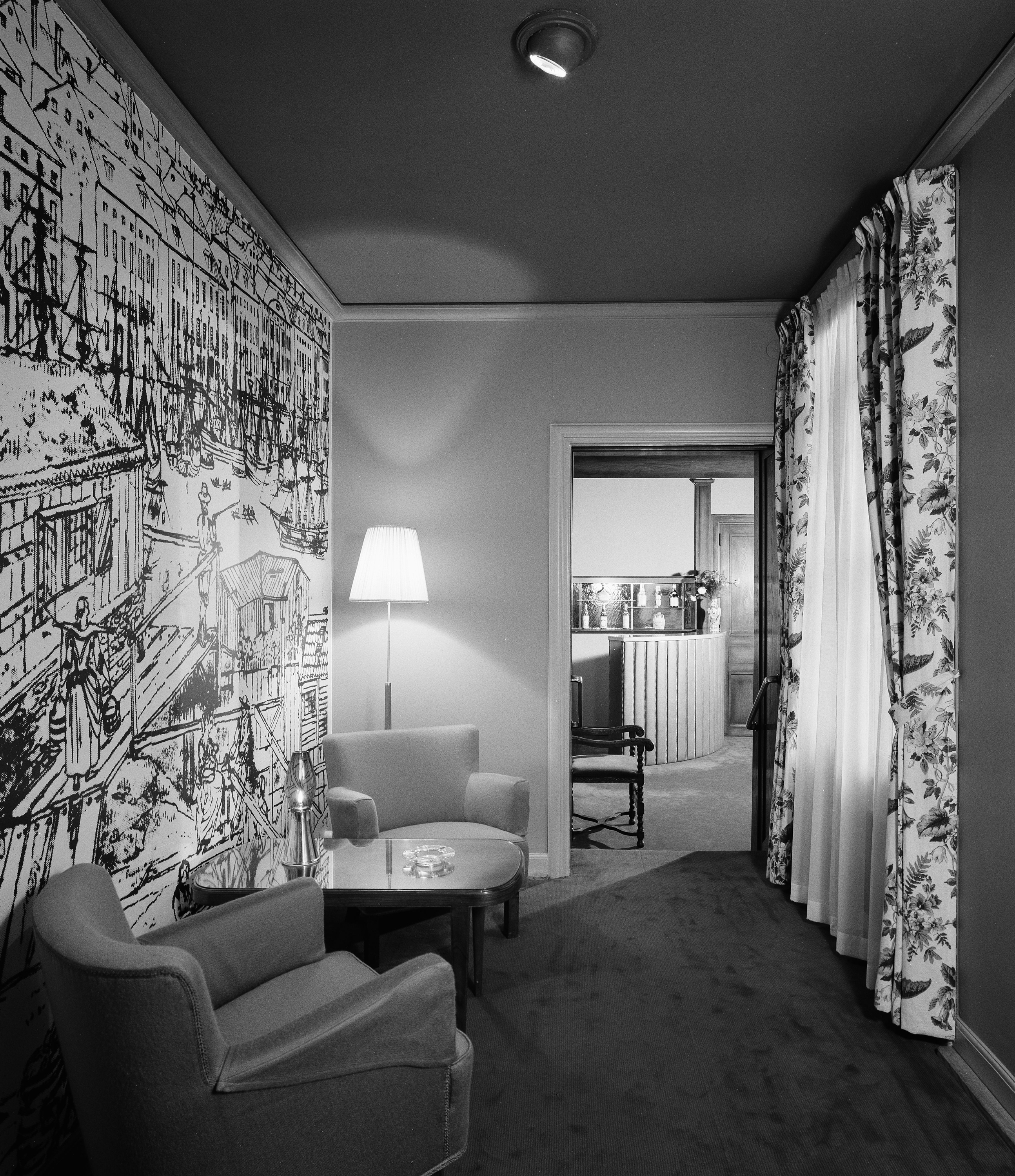
"Fratis Tre Remmare" på Regeringsgatan 47 (1959).
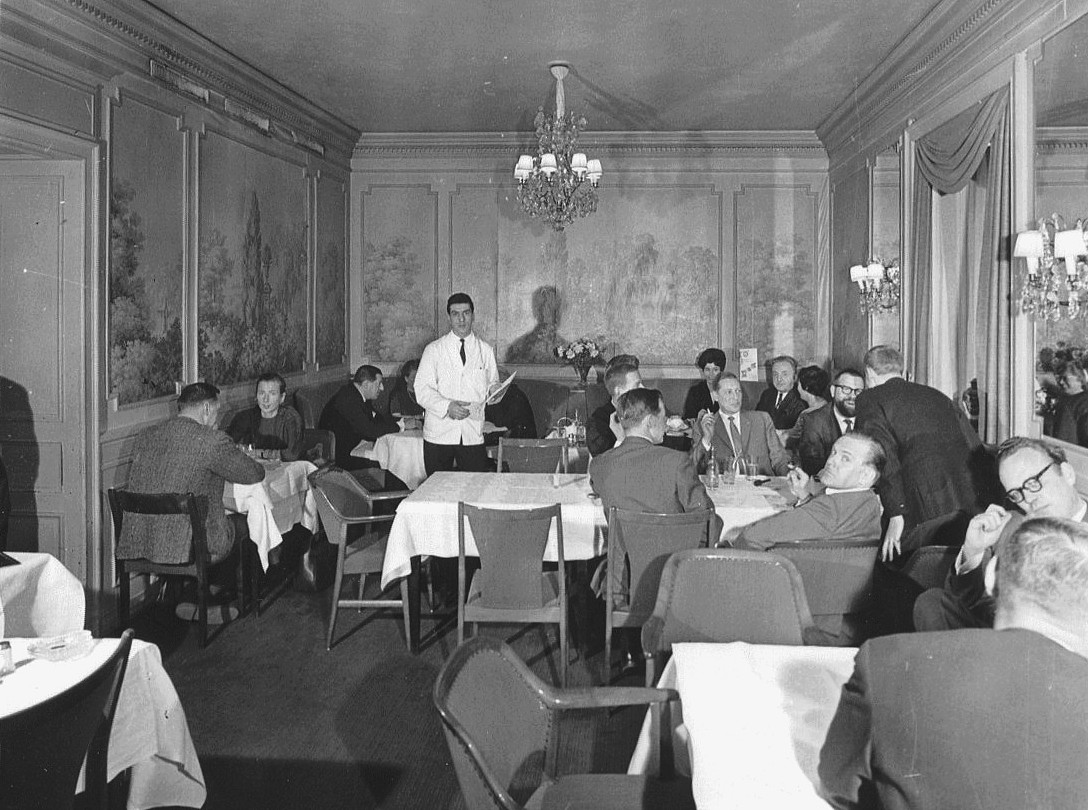
"Fratis Tre Remmare" på Regeringsgatan 47 (1962).
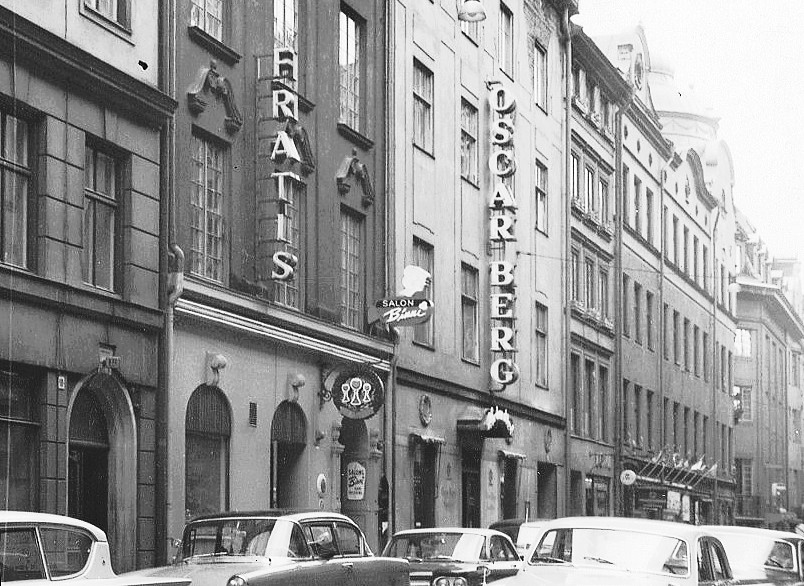
"Fratis Tre Remmare" på Regeringsgatan 16 (1964).